# Volkswagen Derby
Volkswagen Derby var en af Audi i Ingolstadt for Volkswagen udviklet minibil på basis af Volkswagen Polo, som blev fremstillet af Volkswagen fra februar 1977. Bilen var teknisk set en sedanudgave af Polo, og var baseret på koncernsøstermodellen Audi 50. Bilen var i Volkswagens modelprogram i to modelgenerationer fra foråret 1977 til starten af 1985.

## Derby I (type 87, 1977−1981)
Den i februar 1977 introducerede, første generation af Derby var frem til B-søjlen identisk med søstermodellen Polo. Modellen havde et for sin klasse ret stort bagagerum (plads til otte vandkasser). Bagsæderyglænet kunne ikke klappes frem.
Også i motor og udstyr var Derby identisk med Polo: Derby fandtes i versionerne Derby, Derby S, Derby L, Derby LS og Derby GLS. Der kunne vælges mellem tre forskellige benzinmotorer, alle firecylindrede rækkemotorer:
- 895 cm³, 29 kW (40 hk) ved 5900 omdr./min.
- 1093 cm³, 37 kW (50 hk) ved 5600 omdr./min.
- 1272 cm³, 44 kW (60 hk) ved 5600 omdr./min.

Alle motorer var kombineret med en firetrins manuel gearkasse og forhjulstræk. På den kun i 1981 markedsførte model 1,1 Formel E var det fjerde gear ekstra langt udvekslet, og motoren havde et højere drejningsmoment. Begge dele skulle hjælpe med at spare benzin.
I det første produktionsår, 1977, var bilen med 72.412 solgte eksemplarer mere populær end Polo i samme tidsrum. Derefter gik salgstallene meget hurtigt stærkt nedad.
I starten af 1979 fulgte et let facelift, som kunne kendes på de af kunststof fremstillede kofangere. Indvendigt blev instrumentbrættet modificeret og tilpasset Polo.
Efter knap fem års byggetid blev den anden generation af Derby præsenteret i slutningen af 1981.

### Tekniske data
|                                      | 0,9                 | 1,1                 | 1,1 Formel E        | 1,3                 |
| Motortype                            | R4-benzinmotor      | R4-benzinmotor      | R4-benzinmotor      | R4-benzinmotor      |
| Ventilstyring                        | OHC, tandrem        | OHC, tandrem        | OHC, tandrem        | OHC, tandrem        |
| Fødesystem                           | Karburator          | Karburator          | Karburator          | Karburator          |
| Trykladning                          | –                   | –                   | –                   | –                   |
| Køling                               | Vandkøling          | Vandkøling          | Vandkøling          | Vandkøling          |
| Boring × slaglængde                  | 69,5 × 59,0 mm      | 69,5 × 72,0 mm      | 69,5 × 72,0 mm      | 75,0 × 72,0 mm      |
| Slagvolume                           | 895 cm³             | 1093 cm³            | 1093 cm³            | 1272 cm³            |
| Maks. effekt ved omdr./min.          | 29 kW (40 hk) /5900 | 37 kW (50 hk) /5600 | 37 kW (50 hk) /5600 | 44 kW (60 hk) /5600 |
| Maks. drejningsmoment ved omdr./min. | 61 Nm /3500         | 75 Nm /3500         | 80 Nm /3300         | 93 Nm /3400         |
| Drivende hjul                        | Forhjul             | Forhjul             | Forhjul             | Forhjul             |
| Gearkasse                            | 4-trins manuel      | 4-trins manuel      | 4-trins manuel      | 4-trins manuel      |
| Topfart                              | 132−135 km/t        | 141−144 km/t        | 141−144 km/t        | 152 km/t            |
| Acceleration 0-100 km/t              | 21,0 sek.           | 18,0 sek.           | 17,0 sek.           | 15,0 sek.           |
| Brændstofforbrug pr. 100 km          | 8,5 liter Normal    | 9,0 liter Normal    | 8,5 liter Super     | 10,0 liter Normal   |

## Derby II (type 86C, 1981−1985)
Den anden generation af Derby opstod gennem en grundlæggende videreudvikling. Ligesom Polo II havde modellen kunststofkofangere og en ny kølergrill. I modsætning til søstermodellen var forlygterne denne gang rektangulære. Ud over nye baglygter blev også motorprogrammet ændret:
- 1035 cm³, 29 kW (40 hk) ved 5300 omdr./min.
- 1093 cm³, 37 kW (50 hk) ved 5600 omdr./min.
- 1272 cm³, 44 kW (60 hk) ved 5600 omdr./min. (til 7/1983)
- 1272 cm³, 40 kW (55 hk) ved 5400 omdr./min. (fra 8/1983)

Også 1,1 Formel E blev i modelprogrammet frem til slutningen af 1983 og i starten af 1984 afløst af 1,3 Formel E. Der kunne vælges mellem versionerne Derby C, Derby CL og Derby GL.
Efter at der i år 1984 kun var blevet solgt 5.044 eksemplarer af Derby, blev modellen i januar 1985 (samtidig med Passats sedanaflægger Santana) omdøbt med navnet fra basismodellen. Dermed blev derby omdøbt til Polo, og fik ligesom Polo runde forlygter.
Under modelbetegnelsen Derby blev der fra november 1981 til januar 1985 fremstillet ca. 370.000 biler.

### Tekniske data
|                                      | 1,0                 | 1,1                 | 1,1 Formel E        | 1,3                 | 1,3                 | 1,3 Formel E        |
| Byggeår                              | 1981−1985           | 1981−1983           | 1981−1983           | 1981−1983           | 1983−1985           | 1984−1985           |
| Motortype                            | R4-benzinmotor      | R4-benzinmotor      | R4-benzinmotor      | R4-benzinmotor      | R4-benzinmotor      | R4-benzinmotor      |
| Ventilstyring                        | OHC, tandrem        | OHC, tandrem        | OHC, tandrem        | OHC, tandrem        | OHC, tandrem        | OHC, tandrem        |
| Fødesystem                           | Karburator          | Karburator          | Karburator          | Karburator          | Karburator          | Karburator          |
| Trykladning                          | –                   | –                   | –                   | –                   | –                   | –                   |
| Køling                               | Vandkøling          | Vandkøling          | Vandkøling          | Vandkøling          | Vandkøling          | Vandkøling          |
| Boring × slaglængde                  | 75,0 × 59,0 mm      | 69,5 × 72,0 mm      | 69,5 × 72,0 mm      | 75,0 × 72,0 mm      | 75,0 × 72,0 mm      | 75,0 × 72,0 mm      |
| Slagvolume                           | 1035 cm³            | 1093 cm³            | 1093 cm³            | 1272 cm³            | 1272 cm³            | 1272 cm³            |
| Maks. effekt ved omdr./min.          | 29 kW (40 hk) /5300 | 37 kW (50 hk) /5600 | 37 kW (50 hk) /5600 | 44 kW (60 hk) /5600 | 40 kW (55 hk) /5400 | 40 kW (55 hk) /5400 |
| Maks. drejningsmoment ved omdr./min. | 73 Nm /2700         | 75 Nm /3500         | 80 Nm /3300         | 93 Nm /3500         |                     | 94 Nm /3400         |
| Drivende hjul                        | Forhjul             | Forhjul             | Forhjul             | Forhjul             | Forhjul             | Forhjul             |
| Gearkasse                            | 4-trins manuel      | 4-trins manuel      | 4-trins manuel      | 4-trins manuel      | 4-trins manuel      | 4-trins manuel      |
| Topfart                              | 135 km/t            | 148 km/t            | 148 km/t            | 155 km/t            | 153 km/t            | 155 km/t            |
| Acceleration 0-100 km/t              | 19,0 sek.           | 16,0 sek.           | 17,0 sek.           | 15,0 sek.           | 14,5 sek.           | 15,0 sek.           |
| Brændstofforbrug pr. 100 km          | 8,5 liter Normal    | 9,0 liter Normal    | 8,5 liter Super     | 10,0 liter Normal   | 8,0 liter Normal    | 7,5 liter Super     |

## Efterfølgere
Omdøbningen hjalp ikke på de faldende salgstal, hvilket førte til at Polo sedan i august 1988 blev taget af modelprogrammet. Samtidig blev den i oktober 1990 faceliftede udgave af Polo II (type 2F) i Tyskland ikke markedsført som sedan, men kunne kun fås som reimport.
Først efterfølgeren Polo III (6N) kunne igen fås som sedan, den firedørs Polo Classic. Denne gang drejede det sig om en udvendigt modificeret SEAT Córdoba, sedanudgaven af SEAT Ibiza. Denne delte sin tekniske basis, bl.a. instrumentbrættet, med Polo 6N. Den blev dog heller ikke nogen stor succes.
Derefter introducerede Volkswagen en sedan på basis af Polo IV (9N), importeret fra Brasilien. Også denne gang udeblev succesen, så modellen samtidig med faceliftet af Polo 9N i maj 2005 forsvandt fra det tyske marked. Den blev dog fortsat produceret og solgt i udlandet.
I Mexico sælges Polo Classic, baseret på Polo 6N, fortsat under dette navn.